# Fortuna Novella
Fortuna Novella Riudavetz, detta Mamma Mahón (Carloforte, 25 settembre 1880 – Mahón, 26 giugno 1969), è stata un'imprenditrice e filantropa italiana.
Per la sua opera di assistenza umanitaria ai marinai italiani internati nel porto spagnolo di Mahón tra il settembre 1943 e il gennaio del 1945 e successivamente per la cura delle tombe dei marinai italiani ivi sepolti fu insignita della stella di prima classe dell'Ordine della Stella della Solidarietà Italiana.

## Biografia
Nacque a Carloforte, centro tabarchino sull'isola di San Pietro, in Sardegna. La famiglia, originaria di Santa Margherita Ligure, si trasferì a Carloforte nel 1793 per proseguirvi l'attività di piccoli armatori di barche per la pesca del corallo. Fortuna Novella vi trascorse l'infanzia e la gioventù per poi sposarsi col ricco commerciante spagnolo Antonio Riudavetz l'8 maggio 1902 a Mahón nell'isola di Minorca. Rimasta vedova e senza figli, si occupò delle proprietà e delle attività commerciali lasciate dal marito.
Dopo l'affondamento della nave da battaglia Roma, nella mattinata del 10 settembre 1943 giunsero nel porto neutrale di Mahón quattro navi militari italiane per esservi internate: l'incrociatore leggero Attilio Regolo e i cacciatorpediniere Mitragliere, Carabiniere e Fuciliere. Oltre ai propri equipaggi le quattro navi avevano a bordo molti dei naufraghi del Roma, tra i quali alcuni deceduti e altri gravemente feriti, alcuni dei quali sarebbero poi morti nell'ospedale di Mahón. Dal 10 settembre 1943 al 15 gennaio 1945 gli equipaggi delle quattro navi rimasero internati a bordo in condizioni materiali e psicologiche non facili, visto anche l'astio delle autorità spagnole di fede falangista.
Essendo Fortuna Novella in quel lasso di tempo l'unica persona italiana residente a Mahón, con qualifica di vice console onorario d'Italia e con una rete di conoscenze influenti, ella riuscì ad ottenere dalle autorità spagnole l'internamento degli equipaggi a bordo delle stesse navi italiane, con la concessione della libera uscita nella cittadina. Per i circa 1.800 militari italiani riuscì a procurare cibo e medicine, a stabilire contatti con le famiglie in Italia, ed aprì le porte delle sue due case ai marinai, dove tra l'altro gli regalò anche gli abiti del defunto marito. A Fortuna Novella questa generosità valse l'appellativo di Mamma Mahón.
Presso il cimitero di Mahón curò le tombe dei militari italiani fino a quando il 29 settembre 1950 fu inaugurato un mausoleo commissionato appositamente dalla Marina Militare italiana.
Qualche anno dopo, su invito della Marina Militare, Fortuna Novella fece un viaggio a Roma, ove fu tra l'altro accolta in udienza privata dal Papa, e a Carloforte, ove nel 2001 le fu intitolata una nuova banchina, denominata Calata Fortuna Novella - Mamma Mahón. Morì a Mahón nel 1969 all'età di 88 anni.